# Platidiolus
Platidiolus is een geslacht van kevers uit de familie van de loopkevers (Carabidae). De wetenschappelijke naam van het geslacht is voor het eerst geldig gepubliceerd in 1878 door Chaudoir.

## Soorten
Het geslacht Platidiolus omvat de volgende soorten:
- Platidiolus borealis Zamotajlov, 2001
- Platidiolus brinevi Zamotajlov, 2001
- Platidiolus nazarenkoi Lafer & Zamotajlov, 2001
- Platidiolus rufus Chaudoir, 1878
- Platidiolus vandykei Kurnakov, 1960